# Mefloquine
Mefloquine is een antimalariamiddel dat als profylaxe en als behandeling van malaria gebruikt wordt. Mefloquine wordt veelal onder de merknaam Lariam® in de handel gebracht. Het werd in de jaren 1970 ontwikkeld als een synthetisch alternatief voor kinine. Mefloquine wordt ingezet waar chloroquine-resistente Plasmodium falciparum aangetroffen worden. Waar Mefloquine wordt ingezet treedt na enige tijd resistentie op waardoor de effectiviteit als antimalariamiddel afneemt dan wel teniet wordt gedaan. Mefloquine is het voorkeursmiddel voor chloroquine-resistente Plasmodium vivax.
Om effectief te zijn moet Mefloquine een week voor aankomst in een malaria-risico-gebied gebruikt worden, en na het verlaten daarvan nog gedurende vier weken. Vanwege het serieuze risico op psychische bijwerkingen (zoals depressie), wordt geadviseerd om reeds drie weken van tevoren mefloquine te gebruiken opdat eventuele hinderlijke bijwerkingen bijtijds opgemerkt worden, en zo nodig op een ander middel overgeschakeld kan worden.
De stof is opgenomen in de lijst van essentiële geneesmiddelen van de WHO.

## Waarschuwing na registratie
Hoewel de psychische bijwerkingen overbekend zijn, gaf de FDA op 29 juli 2013 een nieuwe waarschuwing uit wegens psychiatrische en neurologische bijwerkingen. Na het stoppen van het geneesmiddel kunnen die bijwerkingen nog jaren blijven bestaan.